# Snouck van Loosenboerderij
De Snouck van Loosenboerderij is een voormalige stolpboerderij aan het Westeinde in het Noord-Hollandse Enkhuizen. De boerderij was eigendom van het Snouck van Loosenfonds en voorzag de bewoners van het Snouck van Loosenhuis van voedsel. De boerderij werd in het vierde kwart van de 19e eeuw gebouwd naar ontwerp van Christiaan Posthumus Meyjes. In 1986 vatte de boerderij vlam, waarna een periode van 24 jaar van verval intrad. In 2000 werd de boerderij gesloopt.

## Geschiedenis
In 1872 kocht Margaretha Snouck van Loosen een perceel aan het Westeinde van Enkhuizen. Nadat het woonhuis dat er stond werd gesloopt, werd er in 1878 een stolpboerderij gebouwd. Snouck van Loosen liet in haar testament vastleggen dat de bewoners er voor een lage huur mochten blijven wonen. De bewoner, Wander Hovenier, mocht hier voor een laag bedrag huren als dank voor het redden van een op hol geslagen paard van Snouck van Loosen. De familie Hovenier bleef tot 1982 de huurder van de boerderij.
De bouw van de (nieuwe) boerderij werd in 1894 mogelijk gemaakt door het Snouck van Loosenfonds. De toenmalige beheerder van het fonds, Wander Lakenman, was namelijk een neef van Hovenier en zijn moeder. Lakenman liet de 16 jaar oude boerderij slopen en daarna liet hij door Christiaan Posthumus Meyjes een nieuwe boerderij ontwerpen en bouwen. Posthumus Meyjes was zelf een achterneef van Gerrit Wendelaar, de andere beheerder van het fonds. De bouw begon in 1894 en volgens het bestek moest de boerderij op 3 november dat jaar uiterlijk opgeleverd worden.
In 1954 werd de boerderij verkocht door het Snouck van Loosenfonds.
In 1979 hield de toenmalige boer, de laatste van het geslacht, nog koeien in de boerderij. Jan Hovenier en zijn vrouw verlieten de boerderij in 1979. Door ruilverkaveling in de achtergelegen polder Het Grootslag, wijzigde de bedrijfsvoering te sterk om de boerderij nog goed te kunnen blijven bedrijven.
In de nacht van 23 op 24 juli 1988 brak er brand uit in de boerderij, die in de tussentijd was aangewezen tot rijksmonument. De boerderij brandde geheel uit, alleen de muren en een volledig zwart geblakerd vierkant stonden nog overeind. Omdat er ruzie ontstond over de eigendomsrechten en verzekering kwam er gedurende ruim 10 jaar geen restauratieplan, in 2000 werd de stolp definitief gesloopt.

## Exterieur
De stolp is ontworpen op een nagenoeg vierkant grondplan. Grofweg was het pand 20 bij 20 meter, maar aan de linker voorzijde stak de woning uit. Het woongedeelte had een, in het piramidedak, instekend zadeldak met afhangen. Op het dak lagen rode en blauwe pannen in sierpatronen. Geheel bovenaan, op de putn van het dak stond een ontluchtingskanaal met windwijzer. In de vaan stonden de letters SVL, voor Snouck van Loosen. Op alle dakvlakken staken kleine dakkapellen uit, ook voorzien van eigen, tweezijdige overstekende daken met leien. De dakgoot was een bakgoot op klossen. Onder de goot was een sierlijst geplaatst met bladmotief.
De gevels bestonden uit rode bakstenen met sierpatronen gemaakt van gele sierstenen. Het sierpatroon is aangebracht op de zijgevel van de woonkamer (linker muur aan de straatzijde). Het patroon op het dak en op de zijgevel zijn gelijkend aan elkaar. De puntgevel had een groot getoogd overstek. Onder het overstek hingen een gebeeldhouwd paardenhoofd en dito koeienkop in de top. In het midden onder dit afdak was de toegangsdeur van de woning. Direct boven de voordeur hing een afdak met snijwerk.
Aan de rechterzijde van de voorgevel zat de ingang naar het wagenhuis. De twee deuren waren getoogd. Boven deze deuren bevond zich een dakkapel. Met een gesneden ornament tussen de windveren direct onder het dak. Onder de windveren zijn twee hooiluiken aangebracht.
263 grenen palen van elk 9 meter lang dienden als fundering voor planken van 6,5 cm dik. Op deze houten vloer kwamen bakstenen gewelven die de basis vormden voor de kelder.
Aan de rechterzijde van de stolp stond een schuur in vergelijkbare stijl. Deze schuur had een zadeldak tussen puntgevels.

## Interieur
Bij een gemiddelde stolpboerderij zijn de binnenmuren van hout. Bij de Snouck van Loosenboerderij echter waren alle binnenmuren van baksteen. Het vierkant, het houten skelet van een stolpboerderij, steunde ook op deze binnenmuren. Het was gemaakt van Amerikaans grenen. Doordat het vierkant op de binnenmuren steunde, begon het eigenlijk pas op de eerste verdieping, uniek voor een stolp. Het vierkant was 9 meter breed bij 9,5 meter diep.
Onder het woongedeelte van de boerderij was een kelder met daarin een kaasmakerij. Van buiten was deze kaasmakerij toegankelijk via een doorgang in de achtergevel. Hier kon een polderschuit met melkbussen naar binnen varen. In deze ruimte stonden ook koelbakken en een kaaspers. Voor de wei was er een weikelder. Buizen transporteerden de wei naar de voerbakken in de varkensstal.
Naast de kaasmakerij, maar in een geheel afzonderlijke kelder, lagen gierkelders met een inhoud van circa 100m3. De kelders liepen langs de achterzijde van de boerderij en lagen onder de koeienstal. Via slangen kon de gier naar polderschuiten gepompt worden die het dan naar het land konden brengen.